# Joseph Boakai
Joseph Boakai, född 30 november 1944 i Foya är Liberias president sedan 22 januari 2024. Han var vicepresident under president Ellen Johnson Sirleaf från 2006 till 2018, men lyckades 2017 inte besegra George Weah i presidentvalet. Sex år senare möttes de båda i en andra valomgång, där Boakai vann med liten marginal. 

## Biografi
Boakai föddes i en avlägsen by i Worsonga i provinsen Lofa. Hans föräldrar var inte läskunniga, men själv gick han i skola i Sierra Leone och tog efter gymnasieexamen i Monrovia en universitetsexamen i ekonomi från University of Liberia. Under några år på 1980-talet var han jordbruksminister under president Samuel Doe. 